# Věra Suchánková
Věra Suchánková (* 29. Oktober 1932 in Pardubice; † 12. Februar 2004) war eine tschechische Eiskunstläuferin, die im Paarlauf für die Tschechoslowakei startete.
Ihr Eiskunstlaufpartner war Zdeněk Doležal. Von 1956 bis 1958 wurden sie tschechoslowakische Meister. Bereits bei ihrem ersten internationalen Auftritt wurden sie 1955 in Budapest Vize-Europameister hinter den Ungarn Marianna und László Nagy. Bei ihrem Weltmeisterschaftsdebüt später im gleichen Jahr wurden sie Sechste. 1956 gelang es ihnen nicht, ihre EM-Medaille zu verteidigen. Sie beendeten die Europameisterschaft auf dem fünften Platz. Bei ihren einzigen Olympischen Spielen wurden sie in Cortina d’Ampezzo 1956 Achte. 1956 und 1957 bestritten sie keine Weltmeisterschaften. 1957 in Wien und 1958 in Bratislava wurden Suchánková und Doležal Europameister. Bei ihrer zweiten und letzten Weltmeisterschaftsteilnahme gewann das Paar 1958 in Paris die Silbermedaille hinter den Kanadiern Barbara Wagner und Robert Paul.

## Ergebnisse

### Paarlauf
(mit Zdeněk Doležal)
| Wettbewerb / Jahr                   | 1955 | 1956 | 1957 | 1958 |
| ----------------------------------- | ---- | ---- | ---- | ---- |
| Olympische Winterspiele             |      | 8.   |      |      |
| Weltmeisterschaften                 | 6.   |      |      | 2.   |
| Europameisterschaften               | 2.   | 5.   | 1.   | 1.   |
| Tschechoslowakische Meisterschaften |      | 1.   | 1.   | 1.   |